# 3M
3M Company（スリーエム）は、アメリカ合衆国ミネソタ州セントポール郊外のメープルウッドに本拠地を置く、世界的化学・電気素材メーカーである。この会社の社名には2002年までMinnesota Mining & Manufacturing Co.（ミネソタ・マイニング・アンド・マニュファクチュアリング社）が使用されていたが、のちに略称である3Mを使用した「3M Company」に変更されている。

## 概要
3Mは、1902年にミネソタ州トゥーハーバーズに設立された。その後、スペリオル湖の港湾都市・工業都市として隆盛を迎えていた州北東部の中心都市であるダルースに本社を移した。現在のメープルウッドに本社を移したのは1906年のことであった。
3Mは世界有数の化学企業であり、多くの経営学者が研究対象として同社を取り上げている。同社をその理論の実例としてあげた書物にはジェームズ・C・コリンズとジェリー・I・ポラスによる「ビジョナリー・カンパニー」やトーマス・J・ピーターズとロバート・H・ウォーターマンJr.による「エクセレント・カンパニー」がある。また日本の経営学者である野中郁次郎も同社の経営に注目し、著書を執筆している。
同社の経営手法として「15パーセントカルチャー」がある。これは、従業員が勤務時間の15%を日々の仕事にとらわれない活動にあてることを許す不文律である。
日本では、3M社が75%、住友電気工業が25%出資の合弁会社「住友スリーエム」を設立、3Mの中で最大の系列会社となる。2014年9月1日付で、住友電気工業所有の株式を自社買い取りし、3Mの100%子会社「スリーエム ジャパン株式会社」になる。

## 3Mの発明品
日用品として身近に使われるものには3Mが発明した製品が多い。特許期限が切れると多くの企業が製造販売を行った。
- 耐水ペーパー

ミネソタ・マイニング・アンド・マニュファクチュアリング社の祖業は研磨剤となるコランダムの採掘とサンドペーパーの販売だった。1921年に耐水性サンドペーパー（3M™ Wetordry™）の特許を取得し、発売。自動車ボディの塗装仕上げに使われた。濡らして使うことで研磨面の傷が減り、粉塵の飛散が少なくなったため作業者の労働環境も改善された。
- マスキングテープ

3Mの研究助手リチャード・ドリューが1925年に開発。耐水ペーパーの開発時、研磨サンプルとなる自動車部品のマスキングに苦労する塗装職人を見て考えられた。マスキングテープのヒットによりScotch® ブランドのテープ製品が誕生した。
- セロハンテープ

当時包装に使われていたセロファンの透明さを保ったまま留める方法として、1930年にリチャード・ドリューが発明。折しも世界恐慌が到来し、人々は節約のため書類や書物の修理にセロハンテープを使用した。
- 反射テープ

1938年、夜間でも見やすい再起反射シートのスコッチライト（Scotchlite™ ）を開発。翌年、この製品を使った道路標識がミネアポリスに設置された。
- テープディスペンサー

3Mが1932年に発売を始めた鋳物製のテープディスペンサーを改良し、1939年「スネイル」と呼ばれるカタツムリ型のセロハンテープホルダーを発売。当初の製品は金属プレス製で、翌年にプラスチック製に変わる。日本でもプラスチック製のテープディスペンサー付きメンディングテープを「カタツムリ」の愛称を使って宣伝していたことがあった。
- ナイロンたわし

1958年、スコッチブライト(Scotch-Brite™)として発売。スチールウールの欠点だった錆び問題を克服した。
- サージカルテープ

1960年に低アレルギー性の医療用テープ（Micropore™ Surgical Tape）を発売。
- メンティングテープ

1961年、表面を梨地のマット仕上げとしてペンや鉛筆で書き込むことができるテープを発売。アメリカではマジックテープ（Scotch® Magic™ Tape）、日本ではメンティングテープと呼ばれる。
- 人工芝

1963年発売。製品名タータンターフ（Tartan™ Turf）。
- N95マスク

1961年、ブラジャーのカップをヒントにした不織布製のマスクbubble surgical maskを開発。これを改良して1972年に鉱業用防塵マスク「N95」として承認を得る。
- ポリエステル綿

1979年、衣料用断熱材シンサレート（Thinsulate™）を発売。ポリエステル繊維を羽毛のように細かくしたもので、ダウンジャケットの中綿や吸音材に使われる。  
- 糊付き付箋

1980年、ポストイット（Post-it® Notes）を発売。発売当初は黄色のみだったが1985年にラインナップが4色に増え、6年後にネオンカラーが追加された。

## 製品とサービス
- 電気・電子分野（主に素材）
- 医療・保健・ヘルスケア分野（世界的聴診器ブランド　Littmannなど）
- 交通安全用品（道路標識など）
- 安全・セキュリティ技術分野
- 工業用品
- 各種接着剤、（接着用）テープ（セロハンテープを発明、Scotchブランド）・（貼付）フィルム
- その他文房具（付箋紙のPost Itブランドなど）
- 家庭用補修・掃除用具（スポンジのScotch-Briteブランド）・フィルター類
- 陸上競技場のタータン

### その他
- 中華人民共和国上海市にある、上海青浦刑務所の刑務作業で製造される製品もある[4]。
- 2019年以降発生した新型コロナウイルス感染症（COVID-19）の世界的流行では、アメリカ合衆国大統領ドナルド・トランプより、医療従事者用N95マスクを優先的にアメリカ合衆国向けに出荷するよう命令を受けた[5]。また、感染症流行に乗じて不当に価格を釣り上げる販売業者に対し「利益を得ようとする人々に対し、断固たる措置を行う」と訴訟を起こした[6]。

### 過去の製品
過去には複写機の開発・生産を行っていた時期があり、1970年には世界初のカラーコピー機の販売を始めた。当時の価格は日本円で約310万円、用紙は1枚300円であった。また、
- データストレージシステム事業（フロッピーディスク、CD-RやDVDのメディアやドライブ、フラッシュメモリ等の製造）
- メディカルイメージングシステム事業
- プリンティングシステム事業

の3事業はイメーション（Imation、現：グラスブリッジ・エンタープライゼス〈GlassBridge Enterprises〉）として1996年7月にスピンオフしたが、下の2事業はイーストマン・コダックグループに譲渡された。
3Mブックシェルフゲームシリーズとしてブレイクスルーなどのボードゲームを販売していた。